# Helios–2
Helios–2 közös amerikai/német űreszköz, a második német Naprendszer-kutató űreszköz.

## Küldetés
1966-ban Ludwig Erhard, Németország kancellárja és Lyndon B. Johnson, amerikai elnök együttműködési megállapodást kötött a világűrkutatás érdekében.

## Jellemzői
A NASA és a Német Űrügynökség (DFVLR) együttműködésében készítették és üzemeltették. A DFVLR biztosította az űregységet, a NASA adta a fellövéshez szükséges feltételeket.
Megnevezései: Helios–2; Helios–A; COSPAR: 1976-003A; Kódszáma: 8582. Előző űreszköz: Helios–1.
1976. január 15-én Floridából, a Cape Canaveral (KSC) Kennedy Űrközpontból, a LC–41 (LC–Launch Complex) jelű indítóállványról egy Titan IIIE–Centaur D-1T  hordozórakéta segítségével emelkedett a magasba. Az orbitális egység  heliocentrikus pályán mozgott, 190 nap alatt tett meg egy pályafordulatot.
Formája túlméretezett orsóra hasonlít. Maximális átmérője nyitott pozícióban (antennákkal) 2,77, magassága 4,23 méter, a szonda testének átmérője 2,12 méter. Három tengelyesen forgás-stabilizált űreszköz. Külső felülete a hő- és mikrometeorok ellen speciálisan szigetelt, hűtött. Forgási sebességének (1 fordulat/másodperc) következtében a napenergia csak pillanatokra érte az adott felületet, a hőhatás ezért egyenletesen oszlott el rajta. Tömege 376 kilogramm. Pályasebessége 238 000 km/h. Az űreszköz 3 millió kilométerrel közelebb került Naphoz (43 432 000 km), mint a Helios–1.  Ennek eredményeként 10 százalékkal több hőnek volt kitéve.
Műszerezettsége: plazma érzékelő; két fluxus magnetométer; kereső magnetométer; plazma- és rádióhullám kísérletek (6 Hz és 3 MHz között); kozmikus sugárzást mérő detektorok; elektron detektor; állatövi fény fotométer; mikrometeorit analizátor; égi mechanika kísérlet; Faraday forgatási kísérlet. Az űreszköz felületét napelemek borították, éjszakai (földárnyék) energiaellátását ezüst-cink akkumulátorok biztosították.

### Érdekes adatok
1. a Szovjetunió és az USA után a német a harmadik nemzet a Naprendszert kutató űrszondájával,
2. a Centaur hordozórakéta első sikeres alkalmazása,
3. 371,2 kilogramm tömege 10 tudományos műszert tartalmazott,
4. aktív szolgálati idejét 18 hónapra tervezték, de 6 évig szolgált,
5. forgási sebessége (az alkalmazott hűtési technikák) 20 °C-on tartotta a belső hőmérsékletet. A külső felület pillanatokra 300 °C-ra melegedett.
6. a Helios-program költsége mintegy 260 millió amerikai dollár,
7. a tartalék műhold Münchenben van kiállítva,
8. sebességi rekordja 252 792 km/h, azaz 70,22 km/s.

1981 decemberében az űreszközzel megszakadt a kapcsolat.

## Külső hivatkozások
- Helios. lib.cas.cz. [2013. október 13-i dátummal az eredetiből archiválva]. (Hozzáférés: 2014. január 31.)
- Helios. astronautix.com. [2010. november 20-i dátummal az eredetiből archiválva]. (Hozzáférés: 2014. január 31.)
- Helios. astronautix.com. (Hozzáférés: 2014. január 31.)
- Helios. astronautix.com. (Hozzáférés: 2014. január 31.)
- Helios. astronautix.com. (Hozzáférés: 2014. január 31.)